# Tysiąc (gra w kości)
Tysiąc – gra w kości rozgrywana za pomocą pięciu zwykłych, sześciennych kości. Grę wygrywa ten z graczy, który pierwszy zbierze łączną sumę 1000 punktów.

## Reguły gry
Pierwszego w kolejności gracza wybiera się poprzez losowanie, następnie gra przebiega zgodnie z ruchem wskazówek zegara. Gracz otrzymuje pięć kości i dokonuje pierwszego rzutu za pomocą wszystkich z nich. Ma on prawo do kolejnych rzutów, ale tylko wtedy, gdy posiada jakiś układ wyrzucony za jednym razem. Za układy uznaje się: każdą jedynkę lub piątkę, co najmniej trzy takie same oczka i tzw. strita, czyli pięć oczek po kolei. Gracz odkłada kości które tworzyły układ i może rzucać resztą kości. Jeśli wszystkie pięć kostek tworzy układ lub gracz odłożył wszystkie swoje kości to może powtórzyć rzut wszystkimi. Gdy w którymkolwiek rzucie nie znajdzie się żaden układ gracz traci wszystkie uzyskane punkty i oddaje kości kolejnemu. Gdy gracz wyrzucił jakiś układ i łącznie ma minimum 50 punktów może powiedzieć "Stop", a jego punkty są wtedy sumowane i zapisywane, zaś kości otrzymuje następny gracz.
W grze z „wybawieniem”  gracz może rzucać ponownie mimo braku układu jeśli suma wyrzuconych kości wynosi wielokrotność 5.

## Układy i wartości
Układ liczy się tylko wtedy, gdy powstał w jednym rzucie. Dwójki, trójki, czwórki i szóstki liczą się jedynie w układach co najmniej trzech tych samych kości. Za każdy układ przysługuje określona liczba punktów: 
- jedna piątka - 5
- jedna jedynka - 10
- dwie piątki - 10
- dwie jedynki - 20
- trzy te same (z wyjątkiem jedynek) - wartość oczka razy 10
- trzy jedynki - 100
- cztery te same  (z wyjątkiem jedynek) - wartość oczka razy 20
- cztery jedynki - 200
- pięć oczek po kolei (strit) - 150
- pięć tych samych oczek - 1000

## Źródła i linki zewnętrzne
- Zasady gry